# Damu The Fudgemunk
 (avril 2009).

Damu The Fudgemunk, né à Washington DC, est un producteur et musicien américain, spécialisé dans le hip-hop. En plus de sa carrière solo d'artiste, de producteur et de DJ, il est actuellement un membre des groupes Y Society (en) et Panacea (en).

## Biographie
Damu The Fudgemunk est né à Washington DC. Il s'essaye initialement au graffiti et au MCing avant de lancer sa carrière musicale en 2005. Ses parents étant musiciens de profession (sa mère était pianiste, son père batteur) ; il est naturellement introduit dans le milieu de la musique en apprenant d'abord la batterie, puis tout en collectant des disques vinyles il s'essaie au graffiti, au MCing pour continuer vers le DJing puis la production d'instrumentales. Il fonde aux côtés des rappeurs Blu et Roc Marciano le label indépendant Redefinition Records.
En 2010, Damu publie le premier volet des compilations How It Should Sound suivi, la même année, par le deuxième volet. Le 6 avril 2010, il publie son album Hiss Foundations: How it Should Sound 1&2 Demos. Le 8 novembre 2011, il publie un LP instrumental de deux chansons intitulé Overthrone (Try A Little Skillfulness)/ All Green.
En mai 2015, Damu publie son album instrumental Public Assembly Volume 2. Le 20 novembre 2015, il publie une réédition intitulée Supply For Demand. Au début de 2016, il participe à la production de l'album The Way It Was de K-Def, et sur la chanson Gotta Get Away,.

## Discographie
- Travel at Your Own Pace (2007)
- Spare Time (2008)
- Overtime (2008)
- ReVISIONS (Damu vs Joe Buck) (2009)
- The Bright Side (2009)
- Same Beat (EP) (2009)
- Travel At Your Own Pace (Instrumentals) (2009)
- How It Should Sound Volume 1 & 2 (2010)
- Don't Do It (2010)
- Supply For Demand (2010)
- When The Winter Comes / Truly Get Yours ft. Buff1 (2011)
- OverThrone / All Green (45 tours) (2011)
- Faster Rhyme For Self (2011)
- Colorful Storms (Remix) (2011)
- Kilawatt 1.5 - Hole Up / Streamline (EP) (2012)
- Bright Side Remix (2012)
- Union Remix Instrumentals (2012)
- Spur Momento Trailer (2013)

- Public Assembly (2014)
- Public Assembly Vol.2 (2015)
- How It Should Sound Vol. 3, 4, and 5 (2015)
- HISS ABYSS (How It Should Sound) (2015)
- Untitled Vols. 1 & 2 (2016)
- Vignettes (2017)
- The Reflecting Sea (Welcome to a New Philosophy) (2017) w/Raw Poetic
- Dreams & Vibrations (2018) w/Flex Mathews
- Ground & Water (2019) w/Blu
- Ocean Bridges (2020) w/Archie Shepp and Raw Poetic